# Tremestieri Etneo
Tremestieri Etneo é uma comuna italiana da região da Sicília, província de Catania, com cerca de 20.167 habitantes. Estende-se por uma área de 6 km², tendo uma densidade populacional de 3361 hab/km². Faz fronteira com Catania, Gravina di Catania, Mascalucia, Pedara, San Giovanni la Punta, San Gregorio di Catania, Sant'Agata li Battiati.

## Demografia
| Variação demográfica do município entre 1861 e 2011                               |
|                                                                                   |
| Fonte: Istituto Nazionale di Statistica (ISTAT) - Elaboração gráfica da Wikipedia |